# Vincenzo Balbiano
Vincenzo Balbiano di Chieri (Colcavagno, 15 marzo 1729 – Saluzzo, 12 febbraio 1799) è stato un politico e militare italiano.
Fu governatore del Capo di Sassari, viceré di Sardegna, e governatore di Casale e  Saluzzo.
Apparteneva ad una famiglia nobile ed alla casta militare piemontese, come tutti i viceré sabaudi. Divenne cavaliere dei Gerosolimitani il 25 agosto 1752.
Nel 1779 fu Governatore di Casale, nel 1781 del Capo di sotto della Sardegna.

## Viceré di Sardegna
Dal 1790 al 1794, regnante Vittorio Amedeo III, fu Viceré di Sardegna. Scrive il Casalis che la nomina del Balbiano, allora balìo, fu suggerita dal conte Graneri, gran cancelliere e ministro della guerra e della Sardegna.
Nel 1792, poco dopo l'adesione di Casa Savoia all'alleanza anti-francese, 18 navi da guerra francesi al comando del contrammiraglio Laurent Truguet fecero sbarcare nei pressi di Cagliari truppe marsigliesi che dovevano espugnarla. È la cosiddetta spedizione francese in Sardegna che inizia il 21 Dicembre 1792 e termina il 25 Maggio 1793.  I cagliaritani resistettero, aiutati anche da una inattesa burrasca che interruppe il cannoneggiamento della città dalle navi francesi in rada e che poco dopo, unitamente ad un tentativo di ammutinamento delle truppe attaccanti, costrinse alla ritirata il Truguet. Il successo (o la mancata sconfitta) cui avevano contribuito i miliziani volontari, fu da questi considerato meritevole di regia riconoscenza; del resto lo stesso sovrano, nel dichiarare la sua piena soddisfazione per il loro eroismo, aveva promesso di fare tutto il possibile per procacciare all'isola la più grande prosperità. Una delegazione popolare guidata dal vescovo di Ales, monsignor Villamar, fu perciò inviata a Torino per richiedere l'assegnazione degli incarichi amministrativi civili locali agli isolani invece che ai piemontesi (richiesta inoltrata già da molto tempo e sempre inascoltata); la delegazione attese sei mesi prima di essere ammessa a udienza e, dopo che poté incontrare il re, le richieste furono sottoposte all'esame di una speciale commissione la quale, dopo un'altra lunga attesa, infine le respinse. Secondo il Denina, l'invio della deputazione era parso diretto contro il ministro della Sardegna conte Graneri, che pertanto l'avrebbe osteggiata.
In conseguenza del trattamento ricevuto dalla delegazione e dell'esito negativo della missione, nel 1794 il malcontento nell'isola crebbe sino a che, capitanata da Giovanni Maria Angioy, assessore della Reale Udienza, la folla non insorse, dando origine ai moti rivoluzionari sardi. Sempre il Casalis riporta che tutti gli impiegati non sardi furono cacciati dall'isola, ad eccezione dei prelati e di un reggimento di svizzeri (che furono però disarmati). Con l'occasione, anche il viceré Balbiano fu imbarcato a forza e trasportato in Piemonte insieme con gli impiegati.
La cacciata di Balbiano, il 28 aprile 1794, segna il cumine dei cosiddetti Vespri sardi e l'anniversario è oggi celebrato come "Sa die de sa Sardigna", ufficialmente giornata del popolo sardo.
Il re, dopo aver promesso il perdono se l'isola fosse rientrata nella lealtà alla Corona, assegnò alcuni incarichi importanti a sardi e il Balbiano fu sostituito dal marchese Filippo Vivalda. Dopo la sua cacciata da Cagliari, Balbiano fu governatore di Saluzzo un secolo dopo quel "cavalier Balbiano" che si era arreso ai francesi di Luigi XIII che l'assediavano.

## La critica del Manno
Della persona e del viceregno di Balbiano il Manno, maggior fonte sul personaggio e cronaca di maggior dettaglio sui fatti, tratteggia estesi cenni e rende una critica alquanto negativa che in apertura nota: «I tempi cominciavano a diventare fortunosi, e il Balbiano non era l'uomo che potesse porre felicemente la mano al governale. [...] non aveva la sagacità necessaria a giudicare rettamente delle cose di stato, non la perizia a trattarle». Descrittolo «di fronte ruvida» e come poco idoneo a farsi amare, e notato che «presentava [...] ad un popolo inchinevole al dileggio un volto tristemente segnato, perché era monocolo», il Manno gli riconosce però di aver posto energie non comuni nel por mano all'indirizzo generale degli affari isolani. Era giunto in Sardegna come viceré nel pieno di un preesistente malcontento per alcune malversazioni precedenti, e dopo aver disposto l'avvicendamento per alcune cariche coinvolte nelle vicende, aveva dato impulso alle industrie manifatturiere e promosso la redazione di un codice di legislazione sarda, affidato a due giudici della Reale Udienza, uno sardo (Pau) e l'altro piemontese (Casazza).
Alla Corona Balbiano inviava rapporti nei quali, sempre secondo quest'autore, esagerava i pericoli incombenti, giungendo a paventare rischi non solo per il popolo ma anche per la sovranità. D'altro canto il viceré esprimeva doglianza per la questione dell'esclusione di sardi dalle cariche amministrative, nonché aperta critica alla loro assegnazione punitiva a «tutta la giovanaglia relegabile degli stati continentali». Deplorava inoltre la lentezza della giustizia e proponeva l'istituzione di un magistrato indipendente a Sassari e di prefetti nelle provincie. Il Manno descrive queste proposte come un trovamento e aggiunge che il Balbiano ebbe ad invagarsene anche per l'idea accessoria dell'incremento delle forze di polizia. Su questo punto vi sarebbe stato un iniziale dissenso del conte Graneri che «ebbe in fine a disimpacciarsene per annoiato».
Il ministro, definito «mal pago della pochezza del viceré», gli assegnò per segretario di stato Vincenzo Valsecchi, in sostituzione di Borgese; Valsecchi, dice il Manno, sapeva certamente trattare, ma gli mancava «quello che più monta, l'acume dell'intelligenza e la sicuranza del giudizio». Ma sarebbe stato nominato dal graneri per dare al Balbiano più che un ausilio, una guida sopravveghiante. Il Valsecchi entrò infatti a piè pari negli affari di governo, talvolta invadendo competenze almeno tradizionalmente viceregali. Propose l'abolizione dell'istituto dei barracelli e delle tasse sulle lettere versate agli Stamenti, ma queste ultime per sostituirle con tasse a beneficio diretto della Corona, mentre dei barracelli pensava di acquisir gli introiti (il costo per i loro servizi) stimato in 100.000 scudi annui. Propose anche l'istituzione di una scuola d'architettura onde sostituire con costruzioni moderne quegli edifici «che ricordavano i tempi dell'invasione dei barbari».
Circa l'attacco di Truguet, il Manno sottolinea come, malgrado espresso avviso della possibile imminenza di azioni francesi, Balbiano abbia omesso di eseguire le istruzioni ricevute sull'approntamento di una difesa, sull'informare il popolo dell'occupazione di territori piemontesi e sul diffidare i commercianti ad evitare traffici con porti occupati dal nemico. Non solo lasciò partire per Nizza già occupata due navi cariche di sale che, come prevedibile, furono catturate, ma ingiunse al governatore di Alghero di far partire una di quelle due navi che era stata trattenuta in porto proprio per le istruzioni ricevute da Torino. I pochi che erano stati messi a parte delle informazioni sulla situazione, premevano perché il Balbiano le comunicasse agli Stamenti perché si potessero allestire delle difese. Alle resistenze del viceré si pensò allora di ovviare per altra via, coinvolgendo il fratello Giacomo Balbiano, che aveva un ascendente su Vincenzo, ed un loro famiglio, tale Gamba, nel tempo divenuto molto influente su entrambi. Il viceré rispondeva sempre che occorreva che il popolo sardo andasse a chiedere aiuto a palazzo quando fosse soverchiato dalla sua stessa fiacchezza, e allora sarebbe stato secondato. Ma infine il Gamba, persuaso da un inviato del Valsecchi, riuscì a persuadere a sua volta il Balbiano a far sì che i fatti delle invasioni, «già notorj, diventassero anche pubblici».
Nel frattempo Balbiano inviava al Graneri rapporti genericamente rassicuranti, ai quali il ministro replicava chiedendo di armare la popolazione e di cacciare il console francese Guis, essendo stato cacciato un console sardo a Marsiglia. Balbiano giurificò il ritardo nell'espulsione con l'ordine dato dal Guis alla marina francese di rimanere pacifica nei confronti dell'isola (il francese fu poi finalmente espulso poco prima dell'attacco di Truguet). La "morbidezza" di Balbiano nei confronti del nemico diede origine a sospetti anche per la prosecuzione dei commerci con la Corsica e per il trattamento amichevole mostrato in più occasioni verso naviganti francesi di armo mercantile. Balbiano andò a scontro con il generale La Flechère, comandante militare della piazza, il quale proponeva apprestamenti difensivi; il viceré impose sue idee di difesa (batterie di cannoni al molo e in darsena) e del generale approvò solo il progetto di un ridotto a Quartu Sant'Elena. Alla richiesta dell'installazione a Cala Mosca di cannoni di calibro più largo rispose con l'aumento di cannoni del tipo già in batteria. Alla richiesta di una fortificazione del colle di Sant'Elia, rispose condizionando l'assenso all'assunzione delle relative spese da parte degli Stamenti. Mancavano in ogni caso i cannonieri, e si dovette ricorrere all'arruolamento di volontari senza esperienza e da addestrare. Anche la proposta di razionamento delle derrate alimentari (avanzata dal Consiglio Civico di cagliari onde accantonare delle scorte per casi di emergenza) non fu accettata.
La Sardegna si mobilitava ad ogni livello contro i francesi, e secondo il Manno Balbiano rifiutò di convocare consigli di guerra col risultato di veder coscritta una compagine di pochi miliziani, che «venne senz'arme, più ad impaccio che ad ajuto del governo». Ma lo stesso autore afferma di non aver prova che il Balbiano fosse reo di alto tradimento come voleva un sospetto che serpeggiava nel popolo, ormai convinto che l'isola fosse stata consegnata al nemico. L'arcivescovo di Cagliari offrì denaro, mentre i nobili pretesero ed ottennero la convocazione di uno Stamento militare; questo, nella sua prima convocazione (composta in pratica di soli cagliaritani), allestì linee di comunicazione con gli altri feudatari dell'isola.
Al termine dell'attacco, il viceré si trovò inviso allo Stamento e senza la fiducia del ministro.